# Gibbicepheus novus
Gibbicepheus novus är en kvalsterart som beskrevs av Hammer 1973. Gibbicepheus novus ingår i släktet Gibbicepheus och familjen Carabodidae. Inga underarter finns listade i Catalogue of Life.